# Last Minute Summer Event
Het Last Minute Summer Event (ookwel LMSE genoemd) was een eendaags muziekfestival in Den Helder. Het festival was gratis toegankelijk en werd gehouden in het park Quelderduyn. Op het festival waren meerdere podia met optredens in verschillende genres. Het werd voor het eerst gehouden in 2002 voor 300 bezoekers, in de laatste jaren was dit gestegen tot zo'n 15.000 bezoekers.

## Geschiedenis
In 2002 startte het festival met alleen een rockpodium. In 2006 trok het festival 8000 bezoekers.
In 2015 was er door verscherpte regelgeving sprake van dat het festival verplaatst zou worden naar het Willemsoord-terrein, dit terrein bleek toch te klein en het festival werd alsnog op de originele locatie gehouden. In dat jaar moest er voor het eerst een entree van €10 betaald worden, daar kreeg de bezoeker wel vier consumptiebonnen voor.
Ook in 2016 waren er problemen met de organisatie en werd er gekeken naar andere locaties, waaronder Fort Kijkduin. Doordat het festival op een kleinere schaal gehouden zou worden viel een gedeelte van de subsidie weg. Dit leidde ertoe dat een maand van tevoren de stekker eruit werd getrokken.

## Programma
| Datum            | Podium                             | Artiesten |
| ---------------- | ---------------------------------- | --- |
| 17 augustus 2002 | Rock                               | Black Illusions, Beatrix, Sneaker Keeper, Blues Gallery, Gemlitz, Fab More |
| 16 augustus 2003 | Pop-podium                         | Osdorp Posse, The Shavers, Diagnosis Murder, Monkey Blue Monkey, Dastard, Deelszon, Black Illusions                                                                                                |
| 16 augustus 2003 | DJ-Podium                          | DJ Luna, Trilok & Chiren, Chop-E & R-FX, Mr. T, Avanish & Stelley, Jance & Quintino, Wiseguy & Emmy, Hammasound                                                                                    |
| 28 augustus 2004 | Rock Stage                         | Opgezwolle, Astrosoniq, MeloManics, The Infinite Theory, Bratt, Stella Reeves, Diabolical Surferdude, Up To Zero                                                                                   |
| 28 augustus 2004 | DJ Stage                           | Trilok & Chiren, DJ Dana, Chop-E & Jeroom, Pacman & Sergio, R-FX & X-Force, Lorenzo & Floorfiller, Mark van Dale & House Negro, Joost de Roode & DJ Jance                                          |
| 28 augustus 2004 | Urban                              | Conscious Lion, Strong, D-Kaya, De Alchemisten, D Sound |
| 28 augustus 2004 | Holland                            | Alfons Marbel, Arie Passchier, Dirk Meeldijk, Andre Anders, Ztorm |
| 3 september 2005 | Urban                              | THC, Immorales, Dubbel-D, PFG, DJ Billy Bounce, Dramanol, DJ Biggy, Ceejay, Hammasound, Conscious Lion, De Alchemisten, DJ StriCt                                                                  |
| 3 september 2005 | Rock                               | Green Lizard, Woost, Rawhypnols, Venus Hills, Skip The Rush, Digger & The Pussycats, Ashen, R*59                                                                                                   |
| 3 september 2005 | Dance                              | Trilok & Chiren, Deepack, Chop-E & Jeroom, Marcel Woods, Brainwave, Sergio, Miesjh, Peddo, Stelley                                                                                                 |
| 3 september 2005 | Comedy                             | Bas Birker, Arie Vuyk, Irene van der Aart, Hans Jongsma, Dries Postma, St. 62 Disco Inferno |
| 3 september 2005 | Kidsz                              | Kus, Drieëlle |
| 2 september 2006 | Urban                              | Negativ & Kimo, Jwtog, Chuckie, Guilz, DJ Swing, Bradaz Beatz, Dutch Rap Unit/Fusion Click, Caribbean Time, Nick George                                                                            |
| 2 september 2006 | Dance                              | Bass-D, Trilok & Chiren vs Chop-E & Jeroom, DJ Dana, R-FX, Brainwave, Jeff Rushin, Endo, Rosto & Strict                                                                                            |
| 2 september 2006 | Rock                               | Putrefied, Evil Beaver, MeloManics, Nou En, De Alchemisten & DJ Billy Bounce, Solid Rocket Boosters, Rupert & Mennert, Bystander                                                                   |
| 1 september 2007 | Dance                              | DJ Paul Elstak, DHHD (Luna, Trilok & Chiren), Spider, Quintino, Chop-E & Jeroom, Arno, Endo, Pacman                                                                                                |
| 1 september 2007 | Live                               | TK-Jive, Juan & Magnific, The Partysquad, Intwine, DJ Swing, Polar Exploration Ship, This Is Pop, Relax, Cash For Carma, The Quest                                                                 |
| 30 augustus 2008 | Dance                              | The Darkraver & DJ Vince, Chop-E & Jeroom, Crimerz, Dirtyrockers, Hardwell, Rockdown Superstars, Mike Steele, Chargo, D'Joyce                                                                      |
| 30 augustus 2008 | Live                               | The Pin Up Club feat. Johannes de Boom, Fouradi & Darryl & Sjaak, King Jack, TK-Jive & RMXCRW, Kraak & Smaak, The Astronuts, Signs, Dreadhead, Danny & Edwin                                       |
| 30 augustus 2008 | Kids                               | Het Huis Anubis |
| 29 augustus 2009 | Dance                              | 50% Dream Team (DJ Buzz Fuzz & DJ Dano), Mythica Rush Hour (DJ Norman, Beat Providers, Trilok & Chiren, Chop-E & Jeroom), Dirtyrockers, DJ Quintin, Rob Boskamp, Filthy Freaks, Phunkdeluxe        |
| 29 augustus 2009 | Live                               | Voutlooz, Flinke Namen, Rootical Transformation, The Opposites, Keizer, Los Elegidos, Easy Joe, Iron-E, Kid Twiztid                                                                                |
| 4 september 2010 | Dance                              | The Prophet, Noisecontrollers, LMSE Allstars 90's Megamix (DJ Rosto & DJ StriCt), Afro Bro's, Alvaro, Bart Telleman, Jeffrey, Lux                                                                  |
| 4 september 2010 | Live                               | Robby Valentine, Hef & Önder aka BANG BROS!, Punky Donch, DJ Swing, The La La Lies, Keizer & Magnific & Noni & Gikkels, PRB-Experience, Beijer ft. Mistah & Pai, Jojo ft. Suzet, Tranga Beatz      |
| 4 september 2010 | Rock                               | Excrementory Grindfuckers, Bloid, Pulverised, As Enemies Arise, Kvartet Kult, Mr Slammer, Syren, Deadbeat, Good Life                                                                               |
| 3 september 2011 | Dance                              | Neophyte, Brennan Heart, Trilok & chiren ft. Chop-E & Jeroom, Bassjackers, GODJ ft. MC P, Rockdown Superstar, Phunkdeluxe & Jeffrey & MC Matskeburt, Frantastic, Arno                              |
| 3 september 2011 | Live                               | JPB, Bollebof, K-Liber & DJ Waxfiend & Kalibwoy, The Partysquad, Real Life, TMS, Tur-G & Meo-D, Dangersquad, Calderon & Amos & Beijer, Delly Zoo, Spotrockers, Tranga Beatz, Conscious Lion        |
| 3 september 2011 | Rock                               | Chaos Asylum, Secret Hanshake Club, Noyalty, Def P & The Howling Coyotes, Wet T-shirt Contest, Mary Idle, Bound 2 Ramble, VanGotLos                                                                |
| 1 september 2012 | Dance                              | Gizmo & Pavo, Activator, Jordy Dazz, Skitzofrenix, Bootsman2Bootsman, Dirtyrockers, Brasileiro, Kai Beelen                                                                                         |
| 1 september 2012 | Live                               | Jebroer, Diggy Dex, Wudstik, Fresku, Niels Geusebroek, Liptease & The Backstreet Crackbangers, Blue June, Airborne Kid, The Stone Liars                                                            |
| 1 september 2012 | Rock                               | DJ StriCt, As Prayers Fail, Pulverised, Ska3, Excrementory Grindfuckers, Deadbeat, Tankers, Dystopia, Payback                                                                                      |
| 1 september 2012 | KidzZone                           | Demi van Wijngaarden, Star Academy, Kerstman + Loterij, Feestduo Jor & Jef, Dirk Scheele, Last Mini Star Spotting Finale, DJ Danny                                                                 |
| 31 augustus 2013 | Dance                              | Prankster, The Viper, Alpha², Loopers, TV Noise, #GODJ, Luccio Mattin, Gabby Bandt |
| 31 augustus 2013 | Live                               | Freddy Moreira, Tru-G & K-Liber & Lexxxus, DJ Swing & Twostepforward, Join the Cavalry, Dr. Booz & The Medical Supplies, Two Shakes of a Lamb's Tail, 2Fresh & Jae Fly, Rarely Alive, Early Sunset |
| 31 augustus 2013 | Rock                               | Mr. Emptyhead, Battles of 1977, Dystopia, Bullerslug, Desert Storm, Rentap, Hard Time Killing, Route North, The Journey Men                                                                        |
| 31 augustus 2013 | Kids                               | Star Academy Zang & Dans, Kung Fu Panda, Kids Dj, Mega Mini Discoshow, Streetdance & Hip-Hop, Walk of Fame, Country Line-Dance, DJ Danny                                                           |
| 30 augustus 2014 | Dance                              | Promo, Ruthless, F-Active, ProVoke, We Are Loud, Lorenzo, Lifters, Misfit UK |
| 30 augustus 2014 | Rock                               | DJ Trollface, Heidevolk, Elle Bandita, Shock!Hazard, Diagnosis, Let's Build An Empire, Along The Watchtower, Serial Chillers                                                                       |
| 30 augustus 2014 | Live                               | Ambassadors, DJ Moortje, Soskop & Band, Van Huys Uit, Mika Geraldo, Grapevine Collection, The Journeymen, Vibez, DJ Jeffrey                                                                        |
| 30 augustus 2014 | Feesttent                          | Moombahteam, Jordy & Jeffrey, DJ Cor, Marcel Meijer |
| 30 augustus 2014 | Silent-Disco                       | Gabby Bandt, Misfit UK, Kruzman, Marckx |
| 30 augustus 2014 | Lekker&Fris                        | Sander E, Lifters, Jamie Martin, Jeffrey, Kortez |
| 30 augustus 2014 | Kids                               | Lady BlaBla, DJ Marcel's Dans- & Spelshow, Rik's Bodylanguage Dans Demo, Drieëlle Star Academy, DJ Danny                                                                                           |
| 29 augustus 2015 | Dance                              | DaY-már, Break Zero, Speakerfreakz, Dem Slackers, JoeySuki, Tommy Cruz, RelaXation Part II (Mikee & Kruzman & Dirty D)                                                                             |
| 29 augustus 2015 | Rock & Live                        | Serial Chillers, Love Frame, Fabrieke, Sway, WhiskeyDick, Shoulders of Giants, Laid to Waste, Temple Renegade                                                                                      |
| 29 augustus 2015 | Lekker & Fris                      | MBA, Jayh, Hotskillzz, Gio & Keizer, Jerrel, Swing |
| 29 augustus 2015 | Dikke Vette Moombah Rave Feesttent | Duane Franklin, Stavros Martina, Ambassadors, Freddy Moreira, Jamie Martin, DVMR DJ Team (Jordy & Jeffrey), Sander E                                                                               |